# Amilaldehid
Amilaldehid je lahko vnetljiva, jedka in reaktivna tekočina s plameniščem 12 °C.

## Ugotovitve o nevarnih lastnostih
Snov je lahko vnetljiva, jedka in reaktivna tekočina s plameniščem 12 °C. Tekočina je zelo hlapna. Tvori strupene in eksplozijske zmesi z zrakom, ki so težje od zraka. Razširjajo se pri tleh in pri vžigu lahko ogenj zajame velike površine. Nevarnost vžiga zaradi vročih površin, odprtega plamena in isker. Silovito reagira z močno oksidirajočimi snovmi (vžig). Pod vplivom zrak oksidira, pri tem se razvijajo velike količine toplote. Lahko najeda jeklo.

## Ukrepi za prvo pomoč
Vdihovanje
Snov močno draži dihalne poti in dihalne organe. Če je oseba vdihovala snov, ga prenesemo na svež zrak. Pri zastoji dihanja mu do prihoda zdravnika dajemo umetno dihanje (kisik). Kontaminirane obleke takoj odstranimo, prizadete dele telesa pa temeljito speremo z vodo.
Stik s tekočino
Snov povzroča poškodbe kože in oči. Hlapi močno dražijo oči, dihalne poti, dihalne organe in kožo. Edem grla in pljučni edem. Pri poškodbah oči moramo oko 10 do 15 minut spirati z vodo. Očesno veko odpremo s palcem in kazalcem, hkrati pa je treba oko premikati v vse smeri. Ne smemo dopustiti da se ponesrečenec ohladi. Če je nevarnost nezavesti, je treba poškodovanca spraviti v stabilno bočno lego.

## Ukrepi ob požaru:
Primerna sredstva za gašenje
Pri majhnih požarih se uporabljajo aparati na prah ali ogljikov dioksid, za velike požare pa gasilska pena ali razpršen vodni curek.
Pri povišani temperaturi obstaja nevarnost polimerizacije, zato moramo posode hladiti z razpršenim vodnim curkom in jih po možnosti odstraniti iz nevarnega območja.

## Ukrepi ob nezgodnih izpustih  - v primeru prometne nesreče
Zagotovimo umik oseb, ki niso udeležene pri reševanju, po možnosti proti vetru ali prečno na smer vetra. Obvestimo policijo in gasilce. Takoj izklopimo vse vire vžiga. Uporabljamo zaščitno obleko in izolacijski aparat. Pokličemo storovnjake. Nevarnost eksplozijskih zmesi - hlapi/zrak. Nevarno območje zapremo. Opozorimo prebivalce v bližini nevarnega območja. Zatesnimo glaboko ležeče prostore v nevarnem območju. Opozorimo uporabnike pitne, hladilne in industrijske vode. Razlito tekočino zajezimo in prečrpamo. Ostanke prekrijemo z negorljivim materialom (suha zemlja, pesek, mleti apnenec).

## Ravnanje z nevarno snovjo/pripravkom in skladiščenje
Ravnanje
Potrebna je uporaba se zaščitna obleka, ki je odporna proti ognju, zaščitne rokavice, tesno se prilegajoča očala in po potrebi se zaščitijo dihalni organi z zaščitno masko s filtrom A (rjava barva) in pri večjih koncentracijah izolacijski aparat.
Snov je treba skladiščimi med  2 °C in 8 °C temperature.

## Odstranjevanje
Razlito tekočino zajezimo in prečrpamo. Ostanke prekrijemo z negorljivim materialom (suha zemlja, pesek, mleti apnenec) in jih pripeljemo v zaprtih posodah na zavarovano mesto za nevtralizacijo.